# Камифусэн
Камифусэн (яп. 紙風船 камифу:сэн, бумажный шар) — означает несколько типов бумажных воздушных шариков в японской культуре. Они бывают в виде простых игрушек для детей, бесплатных рекламных материалов компаний традиционной медицины и светящихся аэростатов на фестивалях.
Маленькие камифусэны популярны как традиционные игрушки для детей в Японии. Эти камифусэны имеют открытое отверстие и самостоятельно расправляются во время отскоков при игре. Шарики делаются из пергамина, который называется васи и обладает свойством сопротивления воздуху, является блестящим и тонким. Пергамин имеет определённую степень пластичности, которая позволяет ему легко деформироваться и сохранять итоговую форму. Свойства этих бумажных шариков привлекают внимание учёных.
Изначально камифусэны были доступны в дагасия, маленьких магазинчиках, продающих конфеты, закуски и недорогие игрушки для школьников. Сейчас камифусэны продаются в сувенирных лавках и онлайн-магазинах.
Другой вариант, известный как какуфусэн (яп. 角風船 какуфу:сэн, угловатый шар), обладает формой куба, а не сферы, и обычно используется в маркетинговых целях у компаний, занимающихся традиционной медициной. камифусэны гораздо большего размера, выглядящие как китайские фонарики, запускаются в небо каждый год в рамках фестиваля Камихинокинай (яп. 上桧木内の紙風船上げ) в городе Сембоку префектуры Акита.

## Физические свойства
Камифусэн в виде игрушки показывает некоторые контринтуитивные свойства, которые исследовались учёными. Хотя у шариков есть отверстие, но они стремятся надуваться, а не сдуваться во время отскоков от рук. Согласно Итиро Фукумори из Лаборатории реактивного движения NASA, «Несмотря на отверстие, которое находится на серебряной детали шарика, камифусэн остаётся надутым, когда он отскакивает от ладони играющего. Более того, повторяющиеся отскоки заставляют спущенный камифусэн раздуваться сам по себе до полностью надутого состояния. Эластичный отскок бумажного шарика не достаточен для объяснения эффекта полного надутия: на самом деле, отбитый камифусэн действительно затягивает воздух из атмосферы».

## Разновидности
Некоторые камифусэны, предназначенные для декорирования, делаются в форме животных или фруктов.
Какуфусэн — это бумажный шарик в форме куба, а не сферы, часто использовался для маркетинговых целей. Коммивояжёры называемые баияку-сан (яп. 売薬さん продавец лекарств) от компаний, занимающихся традиционной медициной в префектуре Тояма, раньше раздавали какуфусэны с напечатанными на них рекламными объявлениями производителя лекарств. Небольшие коробочки с различными препаратами и пластырями отдавались покупателями без уплаты начального взноса, затем продавцы время от времени возвращались, для того чтобы пополнить запас и собрать плату. Эта схема «Сначала используй, а заплати потом» для медицинских препаратов называлась «окигусури».
Фестиваль Камихинокинай проводится в городе Сембоку в префектуре Акита каждый год 10 февраля. Во время фестиваля, в воздух запускаются сотни очень больших камифусэнов в надежде на то, что они принесут удачу в наступающем году. Фестиваль имеет неясное происхождение: по одной из версий, начало празднования связано с учёным периода Эдо, Хирагой Гэннаем (1728-1780), который ввёл в обиход использование бумажных фонарей как ориентиров для медных рудников в горах региона, а также для развлечения. Во время Второй Мировой Войны проведение фестиваля было приостановлено и возобновилось только в 1974 году.

## В японской культуре
Камифусэн фигурирует в названиях двух полнометражных японских фильмов: в драме 1937 года «Человечность и бумажные шары» (яп. 人情紙風船) и комедии 1981 года «Торадзиро и бумажный фонарь» (яп. つらいよ 寅次郎紙風船).